# Anton Winkler
Anton Winkler (ur. 23 lutego 1954 w Bischofswiesen, zm. 8 października 2016 w Berchtesgaden) – niemiecki saneczkarz reprezentujący RFN, medalista igrzysk olimpijskich, mistrzostw świata i Europy, zdobywca Pucharu Świata.

## Kariera
Pierwszy sukces w karierze osiągnął w styczniu 1977 roku, kiedy zdobył złoty medal w jedynkach podczas mistrzostw Europy w Königssee. W tym samym roku zdobył też brązowy medal w tej konkurencji na mistrzostwach świata w Igls. Następnie zajął drugie miejsce na mistrzostwach świata w Imst w 1978 roku. Rozdzielił tam na podium Włocha Paula Hildgartnera i Austriaka Manfreda Schmida. W 1978 roku zwyciężył też w klasyfikacji końcowej pierwszej edycji Pucharu Świata. Kolejny medal zdobył podczas mistrzostw świata w Königssee, gdzie w parze z Franzem Wembacherem był trzeci w dwójkach. W 1980 roku wystartował na igrzyskach olimpijskich w Lake Placid, zdobywając brązowy medal. W zawodach tych wyprzedzili go jedynie Bernhard Glass z NRD i Paul Hildgartner. Na tej samej imprezie Winkler i Wembacher zajęli szóstą pozycję w dwójkach. Startował także na rozgrywanych cztery lata wcześniej igrzyskach olimpijskich w Innsbrucku, gdzie był szósty w jedynkach.

## Osiągnięcia

### Igrzyska olimpijskie
| Rok  | Miejsce     | Jedynki | Dwójki |
| ---- | ----------- | ------- | ------ |
| 1976 | Innsbruck   | 6.      |        |
| 1980 | Lake Placid | 3.      | 6.     |

### Puchar Świata

#### Miejsca na podium w klasyfikacji generalnej
| Sezon     | Miejsce |
| --------- | ------- |
| 1977/1978 | 1.      |